# Палач

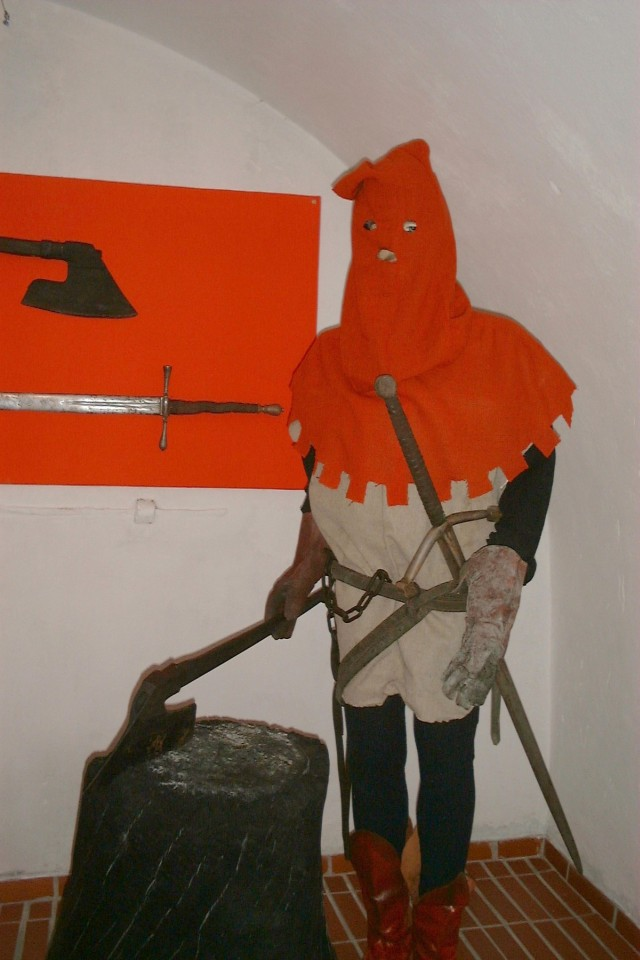
Палач в стереотипном облачении

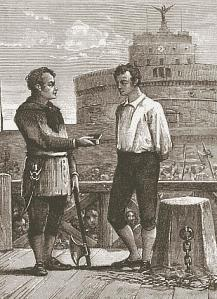
Джованни Бугатти — палач Папской области с 1796 по 1865

Пала́ч — лицо, приводящее в исполнение приговор о смертной казни или телесном наказании. В переносном смысле термин используется как синоним для слов «мучитель», «каратель».

## Этимология
Согласно этимологическому словарю Фасмера, русское слово «палач» происходит от турецкого pala — «меч, нож» (см. Килич; ср. палаш).
По этимологическому словарю 2004 года указывается другая версия: «Возможно, однако, и объяснение как суф. производного от «пала» — палка, дубина».

## История
Должность палача существовала ещё в Древнем Египте. В Древней Греции осуждённый на смерть сам лишал себя жизни в стенах темницы, принимая специально приготовленный яд. В Древнем Риме казни рабов и чужестранцев совершал мясник (лат. carnifex), а исполнение смертного приговора над римскими гражданами осуществляли ликторы.
В средневековых источниках Западной Европы до X века профессиональные палачи не упоминаются. В эпоху раннего и высокого Средневековья суд, как правило, присуждал компенсацию жертве или родственникам жертвы преступника, то есть смертная казнь заменялась уплатой определённой суммы денег. Но и в те времена выносились реальные смертные приговоры тем, кто совершил прегрешение не против частного лица, а против церкви, короля или сюзерена. В старом германском праве смертную казнь изначально вершили сообща все те, кто судил преступника, либо исполнение приговора поручалось самому молодому заседателю, либо истцу, либо сообщнику осуждённого. Часто осуждённый препоручался судебному приставу, в обязанности которого входило исполнение наказаний, хотя не ясно, должен ли он был делать это сам или только следить за исполнением. Преступники, согласившиеся принять на себя обязанность палача, освобождались от казни.

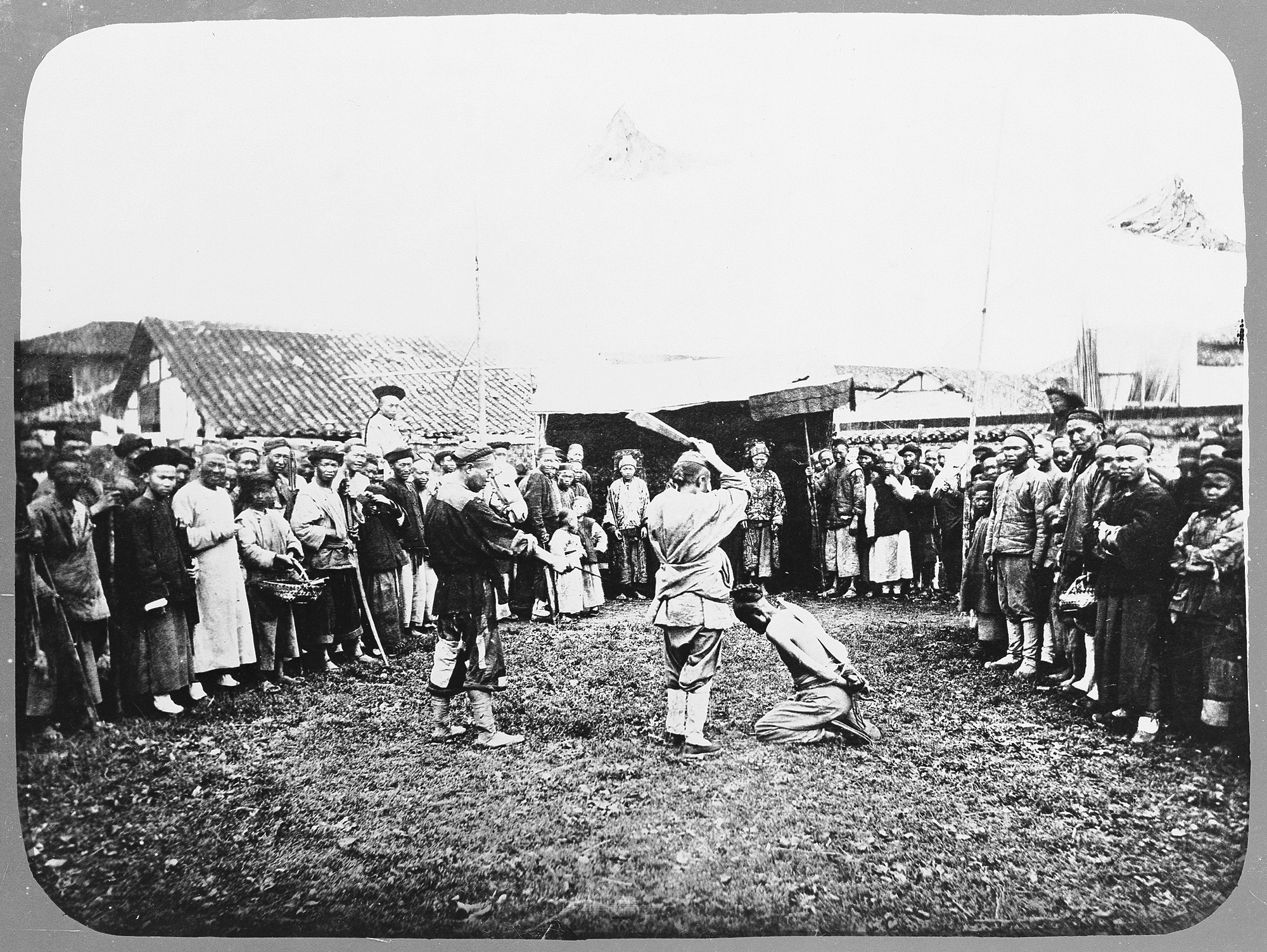
Казнь в Китае во времена династии Цин

Позднее появилась профессия палача, как особого человека, состоящего при судебных органах, который уполномочен от имени государя совершать казни и телесные наказания. В Германии палач был муниципальным служащим с высокой зарплатой. Так зарплата нюрнбергского палача Франца Шмидта (1578 — 1617) составляла 50 флоринов в год, что превышало зарплату пастора или  школьного учителя. Почетное место палача часто передавалось по наследству: от отца к сыну. Поэтому возникали целые династии потомственных палачей (например, Сансоны во Франции).
В Испании одеянием палачей служил чёрный плащ с красной каймой и жёлтым поясом; на широкополой шляпе вышито было изображение эшафота.
Палач жил за чертой города, позднее — вблизи тюрьмы. В Испании дом палача красили в красный цвет . Палач обычно сам распоряжался всем процессом экзекуции, начиная от, собственно, её проведения и заканчивая погребением тела. В некоторых средневековых городах даже существовал такой обычай, что когда обществу требовались услуги палача, у него на окне оставляли чёрную перчатку.
После Французской революции во Франции делались попытки изменить отношение общества к палачам. Конвент предоставил палачам гражданские права. Легинио, представитель-посланник, публично обнял и поцеловал палача Рошфора после того, как пригласил его отобедать и предложил занять самое почётное место за столом напротив себя. Один генерал заказал выгравировать гильотину на своей печатке. Один из декретов Конвента присвоил публичным палачам звание офицера в армиях Республики. Им предлагается открывать бал во время официальных празднеств. Их было запрещено называть оскорбительным именем «палач». Обсуждался новый термин для них — «народный мститель». В ходе обсуждения этого вопроса высказывалось возмущение тем, что считается, что наказание виновных «наносит ущерб чести того, кто его осуществляет». Заявлялось, что если это так, то унижение должно распространяться по меньшей мере на всех, кто участвует в деле правосудия, начиная от председателя трибунала и кончая самым последним писарем.
Высокопрофессиональные палачи встречались сравнительно редко и ценились буквально на вес золота. Хотя они быстро становились весьма состоятельными людьми (плата за этот «труд» была довольно большой), но освоение столь высокого «искусства истязания и умерщвления» оказалось очень трудным делом. В этом «искусстве» подлинных высот достигали очень немногие. Отдельные высококвалифицированные палачи получали и международную известность. Случалось, что прославленного палача приглашали за большое вознаграждение за границу для свершения особо квалифицированной казни.
Палаческая профессия жива и в наши дни. Во многих развитых странах надобность в них отпала с отменой смертной казни, но там, где всё ещё жив этот институт, подчас жива и профессия. Так, в Саудовской Аравии до сих пор практикуется смертная казнь через отсечение головы мечом, и её проводят представители одной из ныне действующих династий палачей. 
В Зимбабве в начале 2016 года зафиксирован дефицит палачей, поэтому властями страны запланированные казни отложены на неопределенное время, а осужденные ходатайствовали о замене смертной казни на пожизненное лишение свободы.
В других странах вместо профессионального палача используют военнослужащих, тюремщиков и т. д. В принципе, подобные «замены» существовали и в Средневековье.

## Палачи в России и СССР

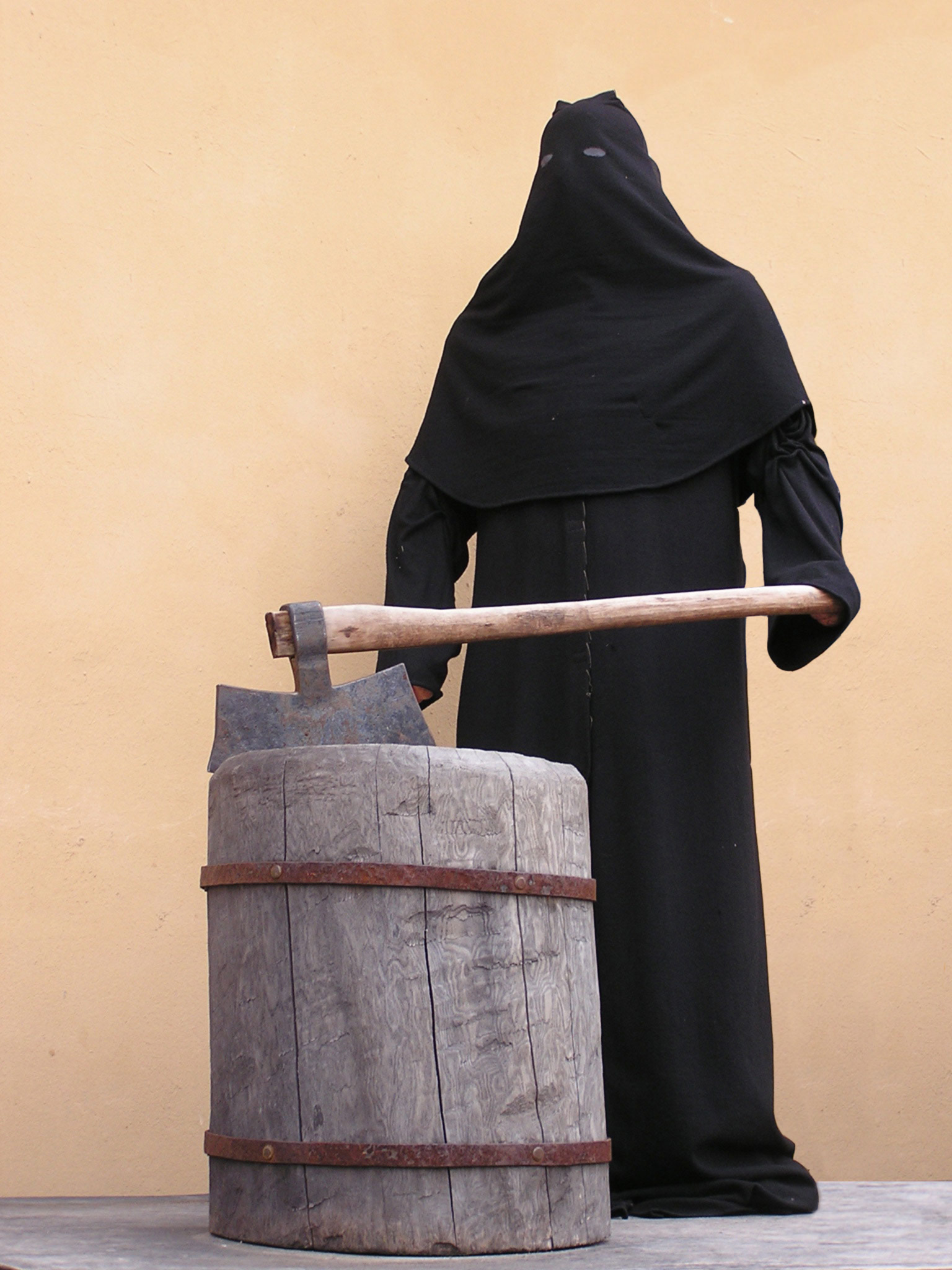
Санкт-Петербург. Экспозиция с палачом в Петропавловской крепости

Палачи на Руси назывались также «заплечных дел мастерами» и «катами». Они осуществляли как смертную казнь, так и истязание, пытки, отсечение конечностей и телесные наказания.
До XIX века относительно палачей действовал боярский приговор 1681 года, по которому в палачи назначались охотники (добровольцы) из посадских и вольных людей; при отсутствии охотников, посадские обязаны были выбирать из своей среды из «самых из молодчих, или из гулящих людей, чтобы во всяком городе без палача не было».
Палачи, например в Коротояке и Сургуте считались служилыми людьми «по прибору» и получали от казны такое же жалование как пушкари и городовые казаки.
Несмотря на это, во многих городах не было палачей, и приходилось командировать для исполнения казни палачей из столицы. Указом Сената 10 июня 1742 было определено количество палачей для губернских городов по два, для уездных — по одному.
Жалованье палачам полагалось давать из «государевой казны, из разбойного приказа» (Соборное уложение 1649 года); по указу 1680 года, «годового жалованья по 4 рубля каждому, из губных неокладных доходов»; по указу 1742 года — выплачивать жалованье за платье и хлеб по 9 рублей 95 копеек в год.
По указу 15 марта 1798 палачей, отставленных от должности по старости или болезни, приказано было распределять на жительство в 60-вёрстном расстоянии от губернского города для пропитания посильными трудами или отдавать на попечение родственников.
Недостаток в палачах заставил министров внутренних дел и юстиции войти в Государственный совет, с представлением, утверждённым 27 декабря 1833 года, по которому избирать «в сию должность из осуждённых решениями уголовных палат в ссылку в Сибирь и к наказанию плетьми, освобождая с тем вместе таковых от присуждённого им телесного наказания». Через три года потребовались дополнения: Государственный совет постановил, что «если бы никто из них» — то есть упомянутых в положении 1833 года — «не изъявил желания быть заплечным мастером, то предоставить губернским правлениям назначать из присуждённых к отдаче в арестантские роты, по их на то согласию, или вольнонаёмных»; в случае же отсутствия желающих помещать в палачи насильно из преступников, названных в положении 1833 года. Против воли нельзя было отдавать в палачи больше чем на три года.
Вольнонаёмным палачам полагалось жалованье: в столицах 300—400 руб., в губернских городах 200—300 руб. в год, при казённой одежде и довольствии. Положение 27 декабря 1833 года назначило в столицах по три палача, в губернских городах — по два. С изданием этого Положения, выдача жалованья палачам, кроме вольнонаёмных, была прекращена, и на содержание их отпускалось удвоенное количество положенных для арестантов по табели кормовых денег, с выдачей им одежды на положенные для арестантов сроки. Жили палачи при тюрьмах в отдельном от арестантов помещении. До 1838 года назначение и увольнение палачей зависело от губернских правлений; с этого времени обязанность эта перешла ко Второму департаменту управы благочиния.
Желавшие поступить в палачи подвергались испытанию и учились мастерству у прежде поступивших. Учение производилось на деревянной кобыле, на которую клали изображение человеческой спины и плеч, сделанное из берёзовой коры; удары клали крест-накрест, наблюдая, чтобы конец плети не касался тех мест, где должны быть голова и бока. Орудием наказаний были палки, розги, кнут, плеть, кошки, линьки, батоги и клейма. До 1801 года палачи производили и пытки подозреваемых. Профессия палача, естественно, не являлась сколь-либо престижной, и потому имел место кадровый голод. Требовались палачи любые, не обязательно квалифицированные. В 1768 году Ярославская провинциальная канцелярия не смогла заполнить штатную должность и даже объявила публично о поиске палача-добровольца.
В XIX веке также ощущалась нехватка квалифицированных палачей. В 1861 году зрителей перестали пускать к месту проведения казней, но повешение первомартовцев было публичным. Многие стали свидетелями непрофессиональности палача, который казнил убивших Александра II народовольцев. Присутствовавшая при казни супруга одного из чиновников Министерства внутренних дел Российской империи описывала это так: «Повешен первым Кибальчич. Его удачно повесили: он скоро умер. Потом Михайлов, который был четыре раза (если так можно выразиться) повешен: первый раз он оборвался и упал на ноги; второй раз веревка отвязалась, и он упал во весь рост; в третий раз растянулась верёвка; в четвёртый раз его пришлось приподнять, чтобы скорее последовала смерть, так как слабо была завязана верёвка».
В августе 1906 в чрезвычайном порядке был принят закон о военно-полевых судах для террористов. Закон требовал, чтобы военнослужащих расстреливали, а гражданских лиц вешали. Но из-за нехватки палачей повешение часто заменяли расстрелом, который производился воинскими подразделениями. Командующий войсками Одесского военного округа А.Каульбарс доносил 20 сентября 1906 военному министру, что частые казни «через расстрел производят неблагоприятное впечатление на войска». На этом основании он просил отпустить ему аванс на оплату палачей для совершения казней через повешение вместо расстрела. Однако в этой просьбе ему было отказано.
В Советской России и СССР до 1950-х годов функцию палачей, исполняющих приговоры о расстреле, как правило, выполняли коменданты органов государственной безопасности. Наиболее известны следующие палачи в СССР: В. М. Блохин — начальник комендатуры ОГПУ-НКВД, руководивший расстрелами осуждённых в СССР в 1930-е и 1940-е годы, полковник С. Н. Надарая, в 1930-е комендант внутренней тюрьмы НКВД Грузии, братья Василий и Иван Шигалёвы, Пётр Магго и Эрнст Мач. В период «Большого террора» 1937—38 годов для расстрелов привлекались также оперативники, сотрудники милиции и даже штатские партийные активисты.
При казни Лаврентия Берии присутствующий генерал-полковник (впоследствии Маршал Советского Союза) Павел Батицкий самолично вызвался привести приговор в исполнение из личного наградного пистолета, выступив таким образом в роли палача-добровольца.
С 1950-х годов в СССР приговоры о расстреле приводили в исполнение сотрудники следственных изоляторов и другие сотрудники МВД СССР, входившие в специальные засекреченные группы.
Как отмечал профессор А. А. Любищев: "Обычное народное миропонимание издавна относилось к палачам (выполнявшим законные приговоры и часто по отношению к настоящим преступникам) с презрением".

## Образ в искусстве
Палач из города Лилль появляется в заключительных главах романа Александра Дюма-отца «Три мушкетёра» (1844) и некоторых его экранизациях. Кроме того, палач — центральный персонаж серии романов Оливера Пётча («Дочь палача») и Андреа Жапп.